# 동북 방언
동북 방언(東北方言)은 한국어의 방언 중 하나이다. 한국 정부의 행정구역 기준 함경도 지역에서 쓰이므로 한국에서는 흔히 함경도 사투리라고 한다. 실제 분포 지역은 함경남북도(함경남도 금야군 이남 지역은 제외), 량강도, 중국의 연변 조선족 자치주 일대이다. 아울러 19세기경 많은 함경도 주민들이 러시아의 극동 지방으로 이주해 갔기 때문에, 이 방언은 중앙아시아 한국어(고려말)와도 가까운 관계에 있다.
한편, 두만강 일대에서 쓰이는 방언은 육진 방언(六鎭方言)으로 따로 구분할 수 있기 때문에, 밑에 설명할 내용은 모두 육진 방언을 제외한 동북 방언의 특징이다. 육진 방언을 제외한 동북 방언을 간혹 함남 방언으로 부르기도 한다.

## 음운

### 음운 체계
모음은 ㅣ', ㅔ, ㅐ, ㅟ, ㅚ, ㅡ, ㅓ, ㅏ, ㅜ, ㅗ'의 10 모음 체계이나, 젊은 층으로 갈수록 'ㅟ'와 'ㅚ'가 다른 음으로 바뀌고 있다.
이 방언은 말의 높낮이로 뜻을 구분하는 성조(聲調) 언어다. 길주, 성진, 단천 지역어는 고조, 저조, 상승조의 세 성조소를 가지고 있다. 이 방언에서 중세 한국어의 거성은 '고조', 평성은 '저조', 상성은 '상승조'로 실현된다. 그밖의 지역은 고조와 저조만이 쓰이며, 중세 한국어의 '거성'과 '상성'은 '고조'로 실현된다.
평성은 '저조'로 실현된다. 이 방언에서는 동남 방언과는 달리 중세 한국어 단어의 성조와 규칙적으로 대응한다. 이를테면 ':말(言, 상성)'은 지역에 따라 '상승조'나 '고조'로 나타나며, '말(斗, 거성)'은 고조, '말(<, 馬)'은 저조로 나타난다.

### 음운 변화
어말의 'o[ŋ]', 또는 모음과 'ㅣ' 사이에 있는 'o[ŋ]'이나 'ㄴ'이 탈락하면서 선행모음을 비모음화한다. 구개음화는 서북 방언과 달리 활발하게 진행되었다. 'ㅣ'나 반모음음 '[j]' 앞에서 어두의 'ㄴ, ㄹ'이 탈락되었다. 'ㅅ, ㅈ, ㅊ' 뒤에서 'ㅡ'가 'ㅣ'로 변하는 전설모음화는 아니 일어났다.

## 문법

### 형태론
'ㅂ', 'ㅅ', 'ㄷ' 불규칙 활용이 없으며, 이는 경상도 사투리와 같다.
- 예)고부니[고우니], 저스니[저으니], 들꼬[듣고], 드르니[들으니]

### 문법 형태
- 주격 조사(주격토)‘이’가 개음절 뒤에서도 쓰이고, 폐음절 뒤에서는‘이가’가 쓰인다.

```
          나라이 수테 발전햇음매(나라가 많이 발전하였소). 
          당신너 딸이가 찾아왓소(당신네 딸이 찾아왔소).
```

- 관형격 조사 '으'가 쓰인다.

```
            그 때느 남으 집으루 돌아댕기무 일만 햇수다(그때는 남의 집으로 돌아다니며 일만 했습니다).
```

- 목적격 조사로 '으',‘르’가 쓰인다.

```
           쇠르 몰구 가우다(
소
를 몰고 가시오).  
          밥으 먹어야 하잰:소(밥을 먹어야 하지 않소)?
```

- 여격 조사 '에게, 게, 끼’등이 쓰인다.

```
          내사 뉘게 주는겐지 모르잰ː소(내야 누구에게 주는 것인지 모르지 않소)?
          운전수끼 말하무 된다이(운전수에게 말하면 된다).
```

- 위격 조사'셔, 이셔' 등이 쓰이기도 한다. '셔' 앞에 있는 모음을 길게 발음한다.

```
            옛날 셔당ː셔 한문으 배엇지비(옛날 
서당
에서 
한문
을 배웠지).
```

- 조격 조사 '루, 으루/을루/이루' 등이 쓰인다.

```
           차마 눈을루 볼 수 없습데(차마 눈으로 볼 수 없습디다).
```

- 구격 조사 '까'가 쓰인다.

```
           사람이 사는 풍쇡이사 거기까 여기가 같습데(
사람
]이 사는 
풍속
이야 거가와 여기가 같습디다).
```

- ‘께서’는 '끼서'로, '부터'는 '부텀'으로, '까지'는 '꺼지'로, '보다'는 '보구'로 쓰인다.

```
           쌀밥이 보리밥보구사 더 낫지비(쌀밥이 보리밥보다야 더 낫지).
```

- 도움토 '은'은 '으느'로, '는'은 '느'로, '도'는 '두'로, '야'는 '샤'로, ‘이야’는 '이사'로, '커녕'은 '커녀느'로, '조차'는 '아부라'로 쓰인다.

```
           아ː덜아부라 다 가구 업스(아이들조차 다 가고 없소).
```

- 파생접미사 ‘-이-, -히-,-리-,-기-’가 붙은 동사의 피동형이나 사역형에 다시 파생접미사 '우'를 덧붙여 쓴다.

```
           더분데 그렁거 입히우지 마우다(더운데 그런 것 입히지 마십시오). 
```

- 관형어로서 현재 시간을 나타낼 때 ‘있다’와 ‘없다’는 ‘ㄴ’을 붙인다.

```
           전날에사 돈ː 잇은 사ː램이나 ~베원에 갓지비(전날에야 돈 있는 사람이나 
병원
에 갔지).
```

- 평서형 종결어미

높임의 평서형 종결어미로 '-ㅁ니다', '-ㅁ다', '-ㅁ니(슴니)', '-ㅁ(슴)' 등이 쓰인다.
```
         저 산에느 예끼두 잇슴다(저 
산
에는 
여우
도 있습니다).
         금연에느 구밀이랑 잘ː 됏슴니(금년에는 귀밀이랑 잘 됐습니다).
         먹어두 옥수꿀 쎄우 먹엇슴(먹어도 
옥수수
를 많이 먹었습니다).
         여기서 머ː지 애임(여기서 멀지 않습니다).
```

높임의 평서형 종결어미로는 ‘-우다/-수다’도 쓰인다. 이것은 억양에 따라 의문법, 명령법에도 쓰이기도 한다. 개음절 뒤에는 '-우다', 폐음절 뒤에는 '-수다'가 쓰인다.
```
         협동쇠 둘으 기르우다(협동
소
 둘을 기릅니다).
         이자꺼지 농샐 햇수다(이제까지 농사를 했습니다). 
```

표준어 '-오'는 '-우/-으'로, '-소'는 '-수/-스'로 쓰인다.
```
           우리 큰아바이 즈끔 세페야ː 제시우(우리 할아버지는 지금 서평양에 계시오).
           우리사 스즙갈 때 가매르 타고 갓스(우리야 시집갈 때 가마를 타고 갔소).
```

표준어 '지'는 '-지비'로 쓰인다.
```
            앵이 드르갓지비(안 들어갔지).
```

낮춤의 어미 '-이'가 쓰인다.
```
            잘ː 알문사 그러이(잘 알면서 그런다). 
            나두 모르구 그릴루 갓다이(나도 모르고 그리로 갔다).
```

같음의 평서형 종결어미로 '-와, -수와, ㅁ메, -슴메'가 쓰인다.
```
           맴이 좋지 애이와(
마음
이 좋지 않소). 
           나느 
밥
으 애이 먹겟수와(나는 밥을 안 먹겠소).
           금연에느 농새 잘 됏슴메(금년에는 농사가 잘 되었소).
           얼굴이 모지ː 붉어짐메(얼굴이 몹시 붉어지오). 
```

의문형 종결어미
- 높임의 의문형 종결어미 '-ㅁ니까', 'ㅁ까(슴까)' 등이 쓰인다.

```
           이거 무스검니까(이것이 무엇입니까)? 
```

- 같음의 의문형 종결어미 ‘-까’가 어간(말줄기)에 직접 붙어 쓰인다.

```
           여기서 
길주
 한 이십리대까(여기서 
길주
가 한 이십리되오)?
```

- 명령형 종결어미

높임의 명령형 종결어미 '-ㅂ소', '-ㅂ소세' 등이 쓰인다.
```
           퇴끼 한 마리 잡아옵소(
토끼
 한 마리 잡아오십시오). 
            온 나죄 옵소세(오늘 저녁 오십시오).
```

같음의 명령형 종결어미 '-소'가 쓰인다.
```
            여기다 모다구르 박소(여기에다 못을 박으시오).
```

- 청유형 종결어미

높임의 청유형 종결어미 '-ㅂ시다', '-ㅂ세다'가 쓰인다.
```
           우리 집이서 해이합세다(우리 
집
에서 회의합시다).
```

같음의 청유형 종결어미 '-기요', '-ㅂ세' 등이 쓰인다.
```
           빨리 가기요(빨리 가세). 어전 그마이 놀기요(이젠 그만 노세).
           날래 갑세(빨리 가세).
```

- 연결어미

'-며'는 '-메'로, '-면서'는 '-멘서'로 실현된다.
'-니까'는 '-니까니/니까나/이까데'로 실현된다.
```
            물이 흔하니까나 농새 걱정 없으(
물
이 흔하니까 농사 걱정이 없소).
            여기 오이까데 말이 잘 나 아이 가오(여기 오니까 
말
이 잘 나오지 아니하오). 
```

'-면'은 '-문/무/므'로, '-아야/어야'는 '-아사/어사'로, '-러'는 '-ㄹ라'로 실현된다.
```
            폐야~ː으  가무 내 손지 만내보우다(평양에 가면 내 손자 만나보시오).
            무스거 알아사 하지비(무엇을 알아야 하지). 
            낭그 할라 산에 갓다옴메(
나무
 하러 
산
에 갔다 와요).
```

'-려고/고자'는 '-자구'로 실현된다.
```
           슬기 타자구 그러우다(
수레
를 타려고 그럽니까)?
```

- 부정소 '아니'와 '못'이 합성용언의 중간에 위치한다.

```
            먹어 아~이 바ː스 (먹어보지 않았소) 
            말ː알아 못 듣소(
말
을 알아듣지 못하오).
```

- 조사

주격 조사로는 '-이'가 쓰이나, '-이가'가 점차 세력을 넓혀간다. 대격 조사는 모음으로 끝난 명사에는 '-르', 자음으로 끝난 명사에는 '-으'가 쓰인다. 속격 조사는 '-으'가 쓰인다. 공동격 조사는 '-가'가 쓰인다. 여격 조사는 '-께(-끼)'(평대), '으게'(존대)가 쓰인다.
- 어미

이 방언에서 상대 경어법은 3등급 뿐이다. 이에 따른 종결 어미는 다음과 같다.
| -    | 하대              | 평대                          | 존대                                 |
| ---- | ----------------- | ----------------------------- | ------------------------------------ |
| 서술 | -음/슴, -ㄴ다     | -음/슴메, -오/소, -지비(함남) | -읍/습메다, -우/수다(함남), -오/소다 |
| 의문 | -니, -냐          | -습/습메, -오/소, -지비(함남) | -습/습메다                           |
| 명령 | -으라이, -아/어라 | -오/소                        | -읍/습소세, -읍/습소, -우/수다       |
| 청유 | -자               | -읍/습세, -기오, -지비(함남)  | -읍/습세다, -지오다                  |

- 통사론

부정부사 '안/아니, 못'을 합성 용언의 중간에 끼워 넣는다. 예) 먹어 아니 바쏘 (먹어 보지 않았다)

## 어휘
- 고어의 잔재

간대르사(설마), 기티다(남기다), 나조(저녁), 널:다(씹다), 드티우다(건드리다), 무리(우박), 슷다(물기를 수건 따위로 닦다), 신다리(허벅지), 얻어보다(찾다), 우뿌다(우습다), 자개미(겨드랑),쯤(틈), 허튀(종아리).
- 중부 방언과 의미차를 보이는 단어

'어지럽다'는 [亂], [繁]의 의미다. [眩]의 의미일 때에는 '어립다'라 한다. '어렵다'는 '어른 앞에서 담배 피우기 어렵다' 또는 '어찌할 수 없게 되다'라는 뜻이며, '문제 풀기가 어렵다'의 '어렵다'는 '바쁘다'라고 한다.
- 친족 호칭어

'아재'(고모, 이모), '아바니, 큰(클)아배, 큰(클)아바니, 한아바니, 한애비'(祖父), '아매, 우매, 아마이, 큰(클)아매'(祖母).

## 같이 보기
- 육진 방언
- 재중 한국어
- 중앙아시아 한국어